# Siberut-Makak
Der Siberut-Makak (Macaca siberu) ist eine Primatenart aus der Gattung der Makaken innerhalb der Familie der Meerkatzenverwandten (Cercopithecidae), die ausschließlich auf der indonesischen Insel Siberut vorkommt. Manchmal wird er mit dem Pagai-Makak als Macaca pagensis siberu zu einer gemeinsamen Art (Mentawai-Makak) zusammengefasst.

## Merkmale
Siberut-Makaken erreichen eine Kopfrumpflänge von etwa 48 (Männchen) bzw. 40 bis 45 (Weibchen) Zentimeter, wozu noch ein winziger, stummelartiger Schwanz kommt. Das Gewicht männlicher Affen liegt bei 6 bis 9 kg, Weibchen kommen auf ein Gewicht von 4,5 bis 6 kg. Sie sind wie alle Makaken relativ robust gebaut. Das Fell ist dunkel gefärbt, Bauch und Brust sind hell. Auffällig ist eine weiße Backenbehaarung. Eine weiße Nackenbehaarung, wie beim Pagai-Makak, fehlt. Das Gesicht des Siberut-Makaken ist breiter als das des Pagai-Makaken.

## Lebensraum und Lebensweise
Diese Tiere leben ausschließlich auf der indonesischen Insel Siberut, die zu den vor Sumatra gelegenen Mentawai-Inseln gehört. Sie leben dort in allen Waldtypen. Dies sind
Primärwälder, die von Flügelfruchtgewächsen dominiert werden, Mischwälder, Mangroven, Sekundärwälder, Galeriewälder und Bestände der Nipapalme. Der Lebensraum der Affen ist sehr feucht mit bis zu 4000 mm Niederschlag im Jahr.

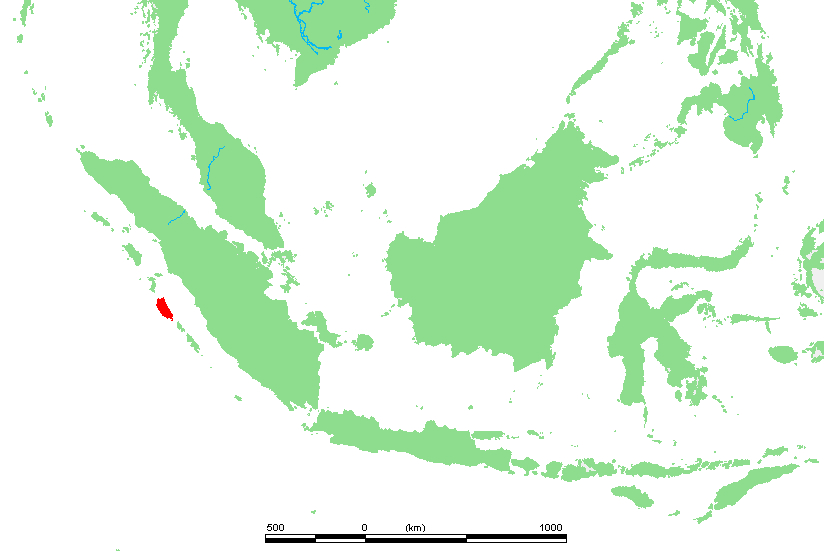
Rot – die Insel Siberut, das Verbreitungsgebiet des Siberut-Makas

Über die Lebensweise ist wenig bekannt. Siberut-Makaken sind wie alle Makaken tagaktiv und halten sich sowohl auf den Bäumen als auch am Boden auf. Sie leben in Gruppen. Im Zentrum von Siberut wurden Gruppen mit maximal 15 Tieren beobachtet, im Norden gibt es größere Gruppen mit bis zu 27 Mitgliedern. Manchmal bilden die Siberut-Makaken auch gemischte Gruppen mit dem Siberut-Languren (Presbytis siberu). Siberut-Makaken ernähren sich vorwiegend von reifen Früchten (ca. 75 %), außerdem von Gliederfüßern, Blättern, Pilzen und Borke. Bei der Futtersuche teilen sich die Gruppen in kleinere und halten über Rufe Kontakt zueinander.

## Gefährdung
Auch aufgrund ihres kleinen Verbreitungsgebietes (ihre Heimatinsel umfasst nur rund 4000 km²) zählen Siberut-Makaken zu den bedrohten Vertretern ihrer Gattung. Die Zerstörung ihres Lebensraums hat dazu geführt, dass die Art laut IUCN als „gefährdet“ (Vulnerable) gilt. Der Bestand wird auf 17.000 bis 30.000 Tieren geschätzt.